# Marty Raymond
Martin Raymond, detto Marty (Drummondville, 2 ottobre 1964), è un allenatore di hockey su ghiaccio ed ex hockeista su ghiaccio canadese.

## Carriera

### Giocatore
Dopo l'esperienza universitario, Raymond esordì in ACHL con i Troy Slapshots nel 1986-1987. Dalla stagione successiva la sua carriera si svolse quasi esclusivamente in serie inferiori di campionati europei: nella Division 1 (la terza serie svedese) con Östersunds IK e Almtuna IS, nella Division 2 (quarta serie svedese) per tre stagioni con il SK Iron, nella terza e quarta serie francese con il Cergy.
Nel mezzo, disputò due stagioni in PSHL con i Las Vegas Aces.

### Allenatore
La sua prima esperienza in panchina fu in Francia, quando fu allenatore giocatore del Cergy nella stagione 1997-1998. Fu poi primo allenatore dei Tucson Gila Monsters, durante la stagione e mezza di vita della squadra (1997-1999), in WCHL. Nella stessa lega ha poi allenato i Phoenix Mustangs (1999-2001), con cui ha vinto il titolo nel 1999-2000, ed è stato assistente allenatore dei Bakersfield Condors, anche quando questi passarono alla ECHL. Dal 2003-2004 fu head coach dei Condors, ruolo che ricoprì fino alla stagione 2010-2011.
Da allora allena in Europa: KHL Medveščak Zagabria (2011-2013) e Alba Volán Sportclub (dal 2013), entrambe squadre della EBEL.
Nell'estate del 2014 trovò un accordo con il Ritten Sport, formazione campione d'Italia in carica.

## Palmarès

### Allenatore
- Coppa Italia: 1

Renon: 2014-2015
- Taylor Cup: 1

Phoenix Mustangs: 1999-2000